# Repceolaj
A repceolaj (vagy más néven a canola-olaj) a repce magjából készült növényi zsiradék, mely sötét színű és jellegzetes aromája van. Kénsavval való finomítás után sárga színű, majdnem szagtalan.

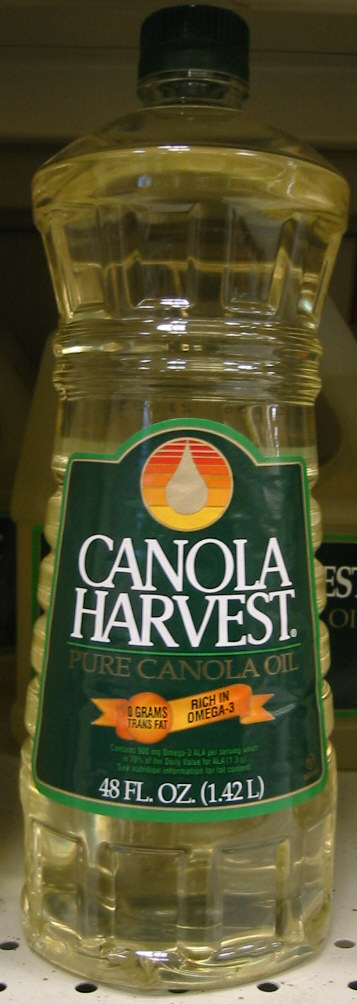
Egy üveg repceolaj

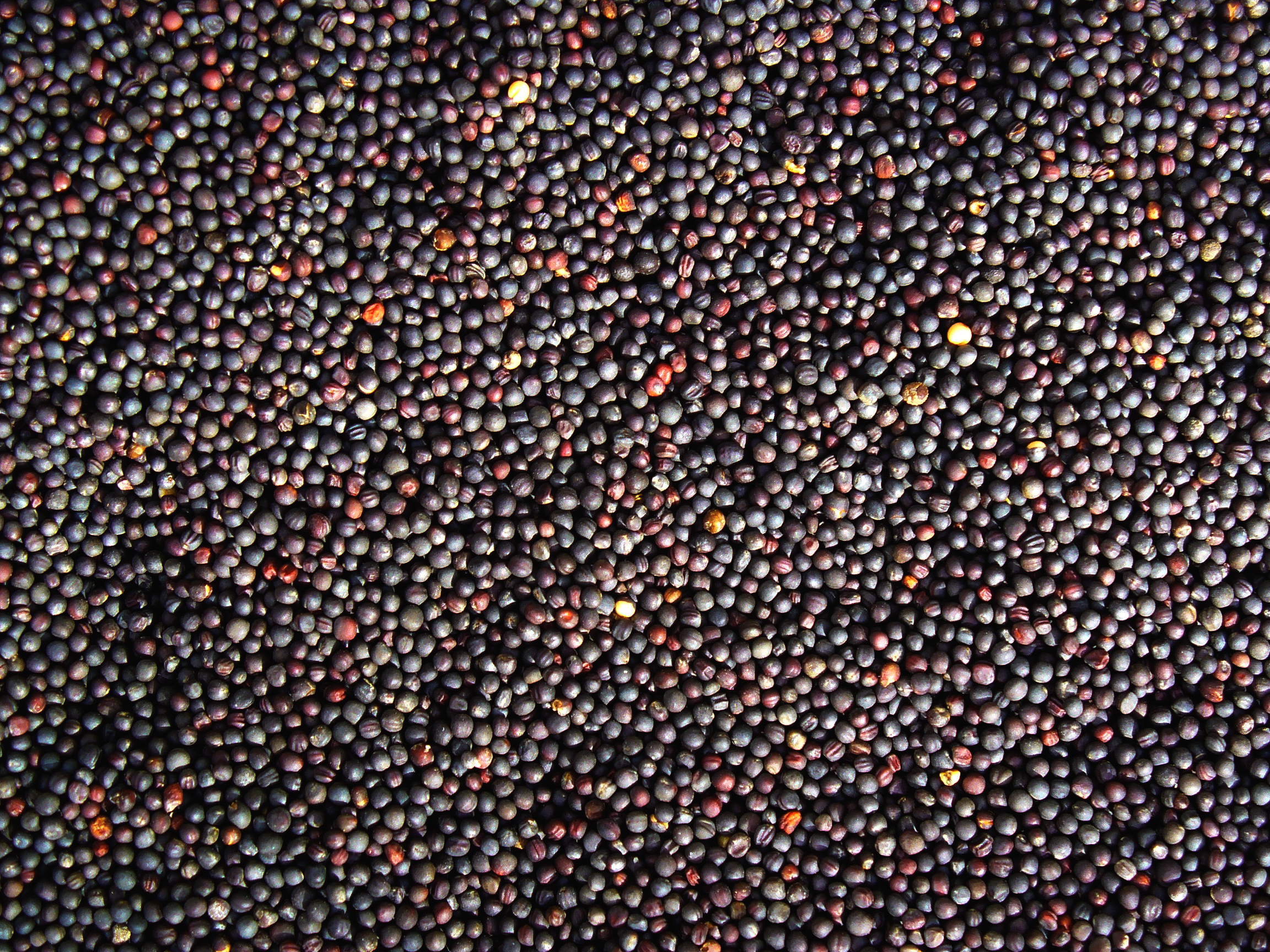
repcemag

## A canola olaj
Egyes országokban a repceolajat canola-olaj néven hozzák forgalomba. A canola az angol Canadian oil, low acid képzett szó. Számos országban a CANOLA szó védjegyoltalom alatt áll, ezekben az országokban ezért nem ajánlatos a CANOLA szót a repceolaj szinonimájaként használni.

## Története
A repcét már időszámításunk előtt 3000-ben termesztették az Indus völgyében. Európában a 13. századtól állítanak elő repceolajat. Kanadai kutatók elemezték a repceolaj összetételét és ekkor derült ki, hogy kedvezőtlen zsírsavösszetétele révén rossz hatással van a koleszterinszintre és az érrendszerre. A kanadai kutatók ezután olyan hibrid fajtákat tenyésztettek ki, melyekben nem volt erukasav és eikozénsav, ezek hosszú szénláncú zsírsavak.  

## Felhasználása
A repceolaj fő felhasználási területe a biodízel előállítás. A kedvező élettani hatások eléréséhez a különböző vad repce fajtákat keresztezik és nemesítik , ennek következtében a reformétkezés területén a kedvező Omega-3 zsírsav összetétele miatt fogyasztását javasolják. Továbbá a gyógyszeripari és kozmetikai felhasználása is jelentős. Finomítatlan változatából ipari kenőanyag készül.

## Kémiai és fizikai tulajdonságai
A fajsúlya 0,913-0,918 g/cm³, -6 és -10 °C között megfagy, alkoholban alig, éterben könnyen oldódik, nem szárad be.
Fontos bioaktív anyagai a következők:
- béta-sitostanol (0,925 mg/100 g)
- campestanol (0,811 mg/100 g)
- delta-5 avenastrol (11,721 mg/100 g)

### Zsírsavösszetétele
| Rövid jelölés | Triviális név  | Család          | Százalék |
| ------------- | -------------- | --------------- | -------- |
| 18:1          | olajsav        | ω-9, telítetlen | 61       |
| 18:2          | linolsav       | ω-6, telítetlen | 21       |
| 18:3          | α-linolénsav   | ω-3, telítetlen | 9-11     |
| 16:0          | palmitinsav    | telített        | 4        |
| 18:0          | sztearinsav    | telített        | 2        |
|               | transz-zsírsav | telítetlen      | 0,4      |

A nemesítetlen repceolaj változó mennyiségű (20-50%) erukasavat (zsírsav) tartalmaz, amely a festékipar számára fontos összetevő. Ez az anyag táplálkozásra nem alkalmas mivel rosszul emészthető, az izom- és májsejtekben lerakódva káros elváltozásokat okoz. Ugyanakkor negatív hatása van a belőle készült biodízel égési jellemzőire is.
| Energia 885 kcal 3699 kJ |       |
| Szénhidrátok | 0.0 g |
| Zsír | 100 g |
| - telített 7.365 g |       |
| - transz 0.395 g |       |
| - egyszeresen telítetlen 63.276 g                                                                                               |       |
| - többszörösen telítetlen 28.142 g                                                                                              |       |
| Fehérje | 0.0 g |
| E-vitamin 17.46 mg | 116%  |
| K-vitamin 71.3 μg | 68%   |
| A százalékos értékek az amerikai felnőttek számára javasolt napi mennyiségre (RDA) vonatkoznak. Forrás: USDA tápanyag adatbázis |       |

## Fordítás
- Ez a szócikk részben vagy egészben  a   Canola című angol Wikipédia-szócikk fordításán alapul.  Az eredeti cikk szerkesztőit annak laptörténete sorolja fel. Ez a jelzés csupán a megfogalmazás eredetét és a szerzői jogokat jelzi, nem szolgál a cikkben szereplő információk forrásmegjelöléseként.